# Trejgle
Trejgle – kolonia wsi Kundzicze w Polsce, położona w województwie podlaskim, w powiecie sokólskim, w gminie Krynki.
Dawna okolica szlachecka. W czasach zaborów w granicach Imperium Rosyjskiego, w guberni grodzieńskiej, w powiecie grodzieńskim.
W latach 1921–1939 ówczesny folwark leżał w Polsce, w województwie białostockim, w powiecie grodzieńskim, w gminie Krynki.
Według Powszechnego Spisu Ludności z 1921 roku zamieszkiwało tu 26 osób, 4 były wyznania rzymskokatolickiego, 5 prawosławnego a 17 mojżeszowego. Jednocześnie 4 mieszkańców zadeklarowało polską przynależność narodową, 5 białoruską a 17 żydowską. Były tu 2 budynki mieszkalne.
Miejscowość należała do parafii prawosławnej i rzymskokatolickiej w Krynkach. Podlegała pod Sąd Grodzki w Krynkach i Okręgowy w Grodnie; właściwy urząd pocztowy mieścił się w Krynkach.
W wyniku napaści ZSRR na Polskę we wrześniu 1939 miejscowość znalazła się pod okupacją sowiecką. 2 listopada została włączona do Białoruskiej SRR. 4 grudnia 1939 włączona do nowo utworzonego obwodu białostockiego. Od czerwca 1941 roku pod okupacją niemiecką. 22 lipca 1941 r. włączona w skład okręgu białostockiego III Rzeszy. 
W latach 1975–1998 kolonia administracyjnie należała do województwa białostockiego.
Wierni kościoła rzymskokatolickiego należą do parafii św. Anny w Krynkach.